# Сигнальна система
Сигнальна система (від лат. signum «знак» та дав.-гр. σύστημα «ціле», «з'єднання») — система умовно-рефлекторного і безумовно-рефлекторного зв'язків вищої нервової системи тварин включно з людиною, рефлекс щодо навколишнього світу. Зазначений термін введений Іваном Павловим для характеристик розрізняння тварин від людей, різниці сигнальної діяльності їх мізків, на виявлення специфічних типів людей (див. «Ідеалізм», «Матеріалізм»).

## Типи сигнальних систем
Розрізняють сигнальні системи:
- першу,
- другу

Загалом сучасні науковці приділяють увагу пінеальній залозі (шишкоподібне тіло, епіфіз) в розумінні сигнальних систем щодо свідомості, надсвідомості, підсвідомості. Окремо сигнальні системи одна від одної не існують, а є у взаємодії.
Способом регуляції поведінки живих істот є перша сигнальна система та друга сигнальна система в навколишньому світі, властивості яких сприймаються головним мозком у вигляді
- сигналів, або
- вловлюються безпосередньо органами почуття (відчуття кольору, запаху, звуку й ін. — це дія першої сигнальної системи[1], див. «Іманентність»). Тобто формування уяви завдяки сприйняттю інформації через канали — дотик, смак, зір, нюх та слух.

Уявлення у вигляді знакової системи мови — це дія другої сигнальної системи, що в процесі праці та мовного спілкування дозволяє відображати навколишній світ у зрозумілій узагальненій формі; взаємодіє з першою сигнальною системою. Тут слід розглядати знак як одиницю інтелектуальної активності словом, абстрагуванням і т. ін.: Знаки як носії культурного змісту, музикальних звуків, вираження рухами, малюнки і т. ін..
Перша сигнальна система розвинена практично у всіх тварин тоді, коли друга сигнальна система присутня тільки у людини і, можливо, у деяких китоподібних. Це пов'язано з тим, що тільки людина здатна формувати частково відокремлений (абстраговний-абстрактний) від обставин образ (також — художній образ, психологічний образ). Після проголошення слова «цитрина» людина може уявити, яка вона кисла і зазвичай кривиться, коли їсть її, тобто проголошення слова викликає в пам'яті образ (спрацьовує друга сигнальна система); якщо при цьому почалося підвищене відділення слини, то це робота першої сигнальної системи. — Так знаючи цю особливість Чарлі Чаплін вирішив допомогти своєму другові на конкурсі духових оркестрів: він став перед оркестром-конкурентом та почав без виразу емоцій на обличчі їсти лимон, дивлячись на це у музикантів виділялася слина, вона забивала труби духових інструментів, і через це знижувалася якість гри на музичних інструментах.
Сигнальна система є предметом вивчення фізіології вищої нервової діяльності людини і етології. Акцент на дослідженні першої та другої сигнальних систем робив Іван Павлов, що далі розробив Леон Орбелі. Автором концепції третьої сигнальної системи став — Ігор Геллер.

## Типи людей
При відносному домінуванні в людині першої сигнальної системи складається художній тип особистості (емоційність), а при превалюванні другої сигнальної системи — розумовий тип (інтелектуальність); а при переважанні третьої сигнальної системи — духовний тип (духовність).